# 七浦海岸

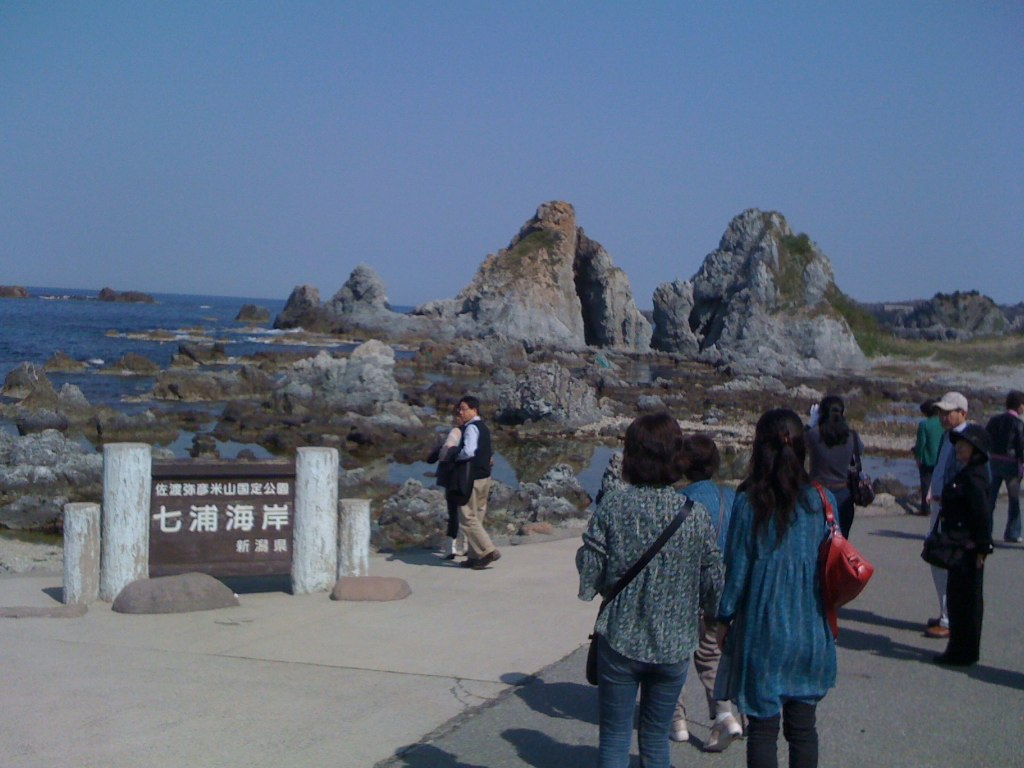

七浦海岸（ななうらかいがん）は、新潟県佐渡市西部の二見半島にある海岸。佐渡島の佐渡ジオパークにあって典型的な隆起海岸である。隆起を繰り返して形成された段丘地形が見られる二見半島にあって、その海岸線の内、約10kmを占める七浦海岸は、珊瑚が散在し、大小様々な岩が見られる景勝地として、また夕陽の名所として知られる。

## 概要
七浦海岸は新潟県道45号佐渡一周線沿いの約10㎞に及ぶ海岸である。二見半島の相川鹿伏(かぶせ)、相川大浦、高瀬、橘、稲鯨(いなくじら)、米郷(よなごう)、二見の七つの集落が含まれる。ジオサイト（佐渡ジオパーク）としても有名な夫婦岩(めおといわ)や長手岬がある。
冬の季節風の影響に伴う波食により、優れた奇景が造り出された。
夕陽の名所であり、NPO法人日本列島夕陽と朝日の郷づくり協会によって定められた日本の夕陽百選に選定されている。

### 七浦について
七浦とは、相川鹿伏、相川大浦、高瀬、橘、稲鯨、米郷、二見の七つの集落の呼称である。ただし、七浦という名の集落はない。七浦を含む二見半島には段丘地形が見られ、隆起を繰り返して形成された半島であることがわかる。（佐渡ジオパーク 参照）
中世においては大浦・高瀬・橘・稲鯨に城が築かれ、守護代である本間氏の分家や家臣が入り一帯を統治。特に大浦は地頭が置かれ、七浦の行政上の中心であった。集落としては寒村であったが、江戸時代に佐渡金山のゴールドラッシュが始まり、相川町が手狭になると近隣へと都市機能が拡張し、七浦の集落も金山関係者を受け入れ賑わうようになった。佐渡が江戸幕府の天領となったことから佐渡奉行が置かれ、七浦は代官手附が差配するようになった。鹿伏の春日崎が相川と七浦の境界となり、相川の人口増加に伴い鹿伏の山を切り拓き棚田を作り、以後大浦・高瀬と東へ順に棚田が拡張することになった。鹿伏には棚田用のため池も作られ、そこから流れ出る「疎江」と呼ばれる用水路は現在でも使われている。大浦や高瀬は物流港の役割を担い、稲鯨には現在も漁業協同組合の地域本部が置かれる漁港として発展。二見は一時期産出した金の搬出港であった。こうした背景から七浦海岸の風光明媚な景勝地が、金山の交代勤番で江戸から来た役人（武士）や金山商人・北前船の船乗りらの物見遊山先となった。また、海運関係者が多く上陸したことから、金毘羅大権現を祀る金刀比羅（琴平）神社が各集落に造営された（二見では事毘羅と書く）。

## 交通
- 新潟交通佐渡 七浦海岸線

## ギャラリー

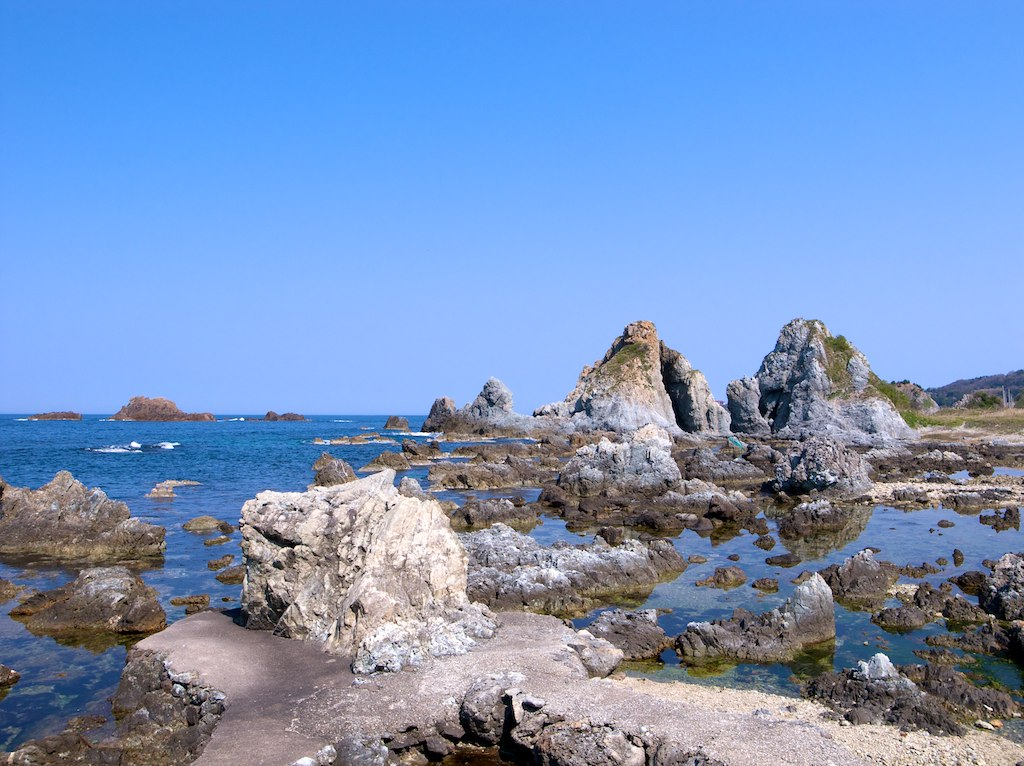
めおと岩
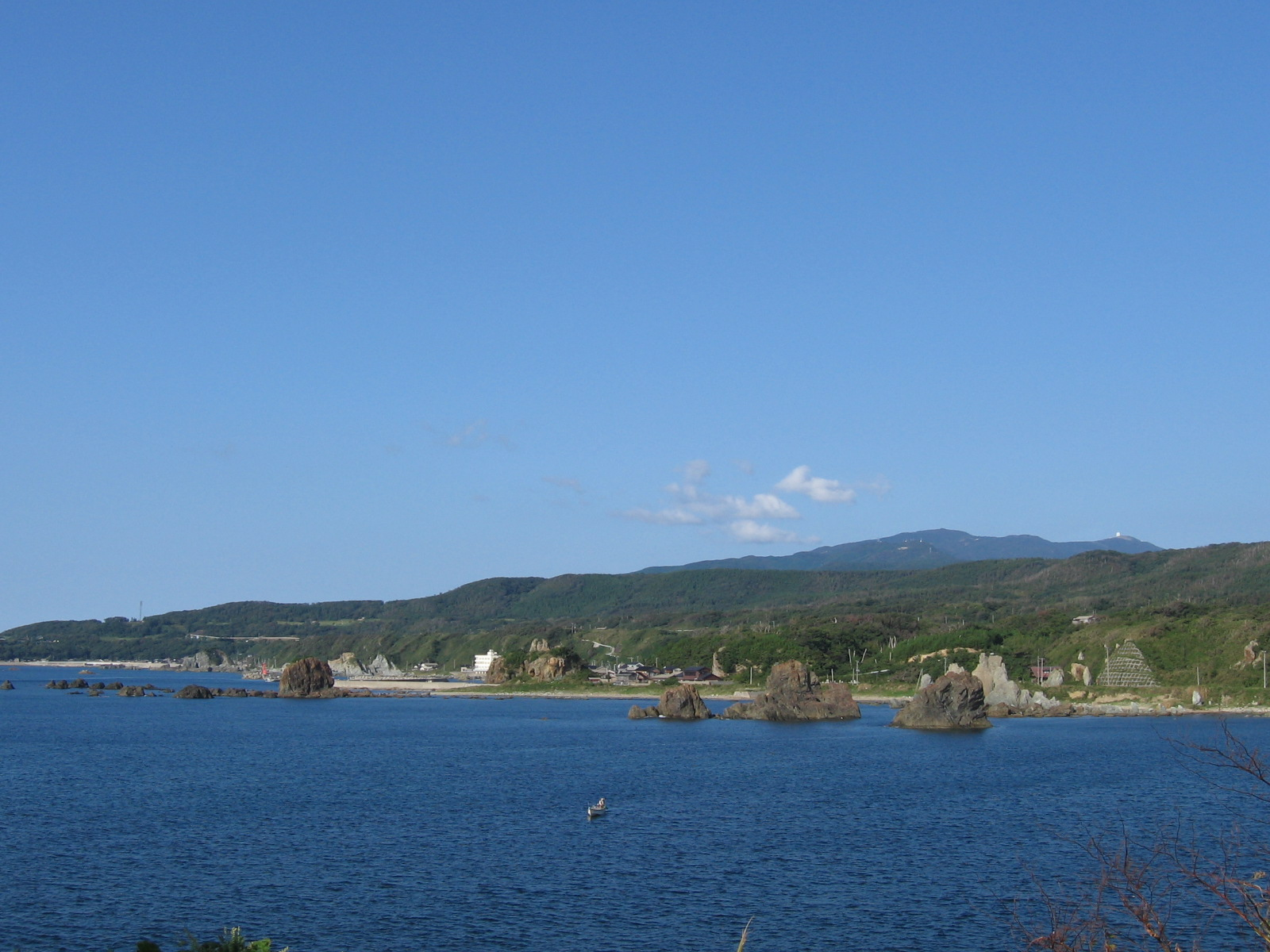
長手岬
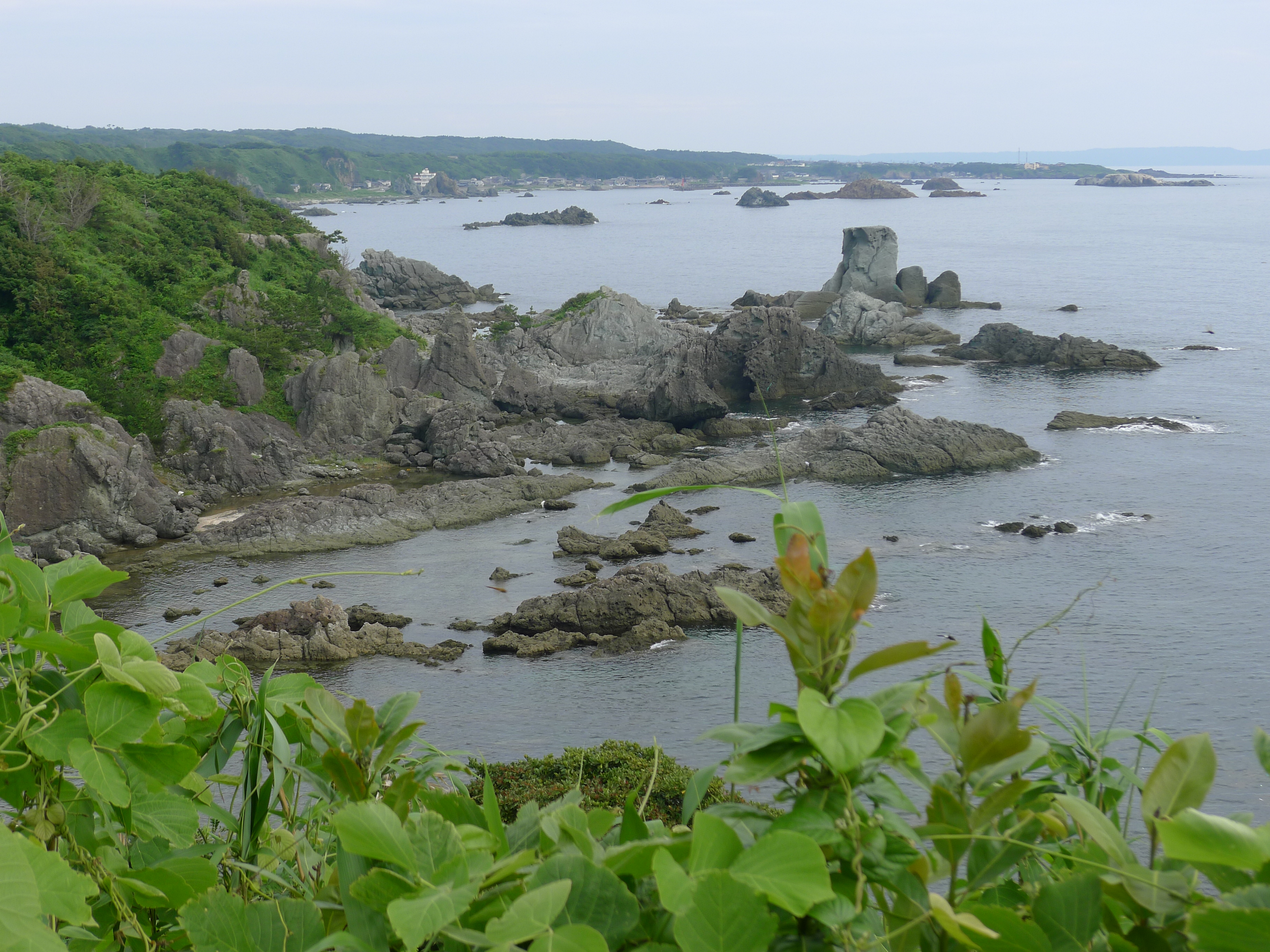
大浦崎

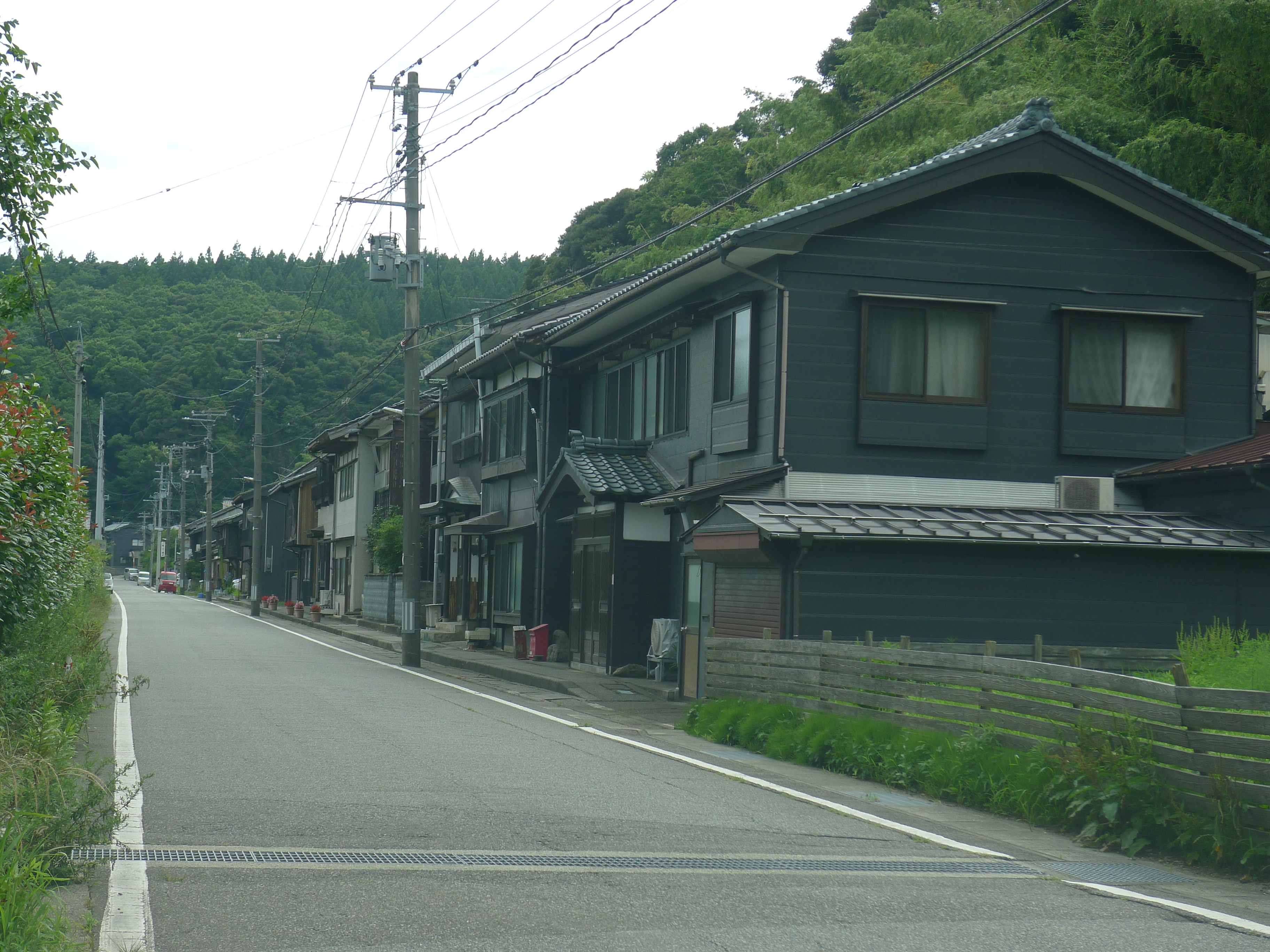
二見集落
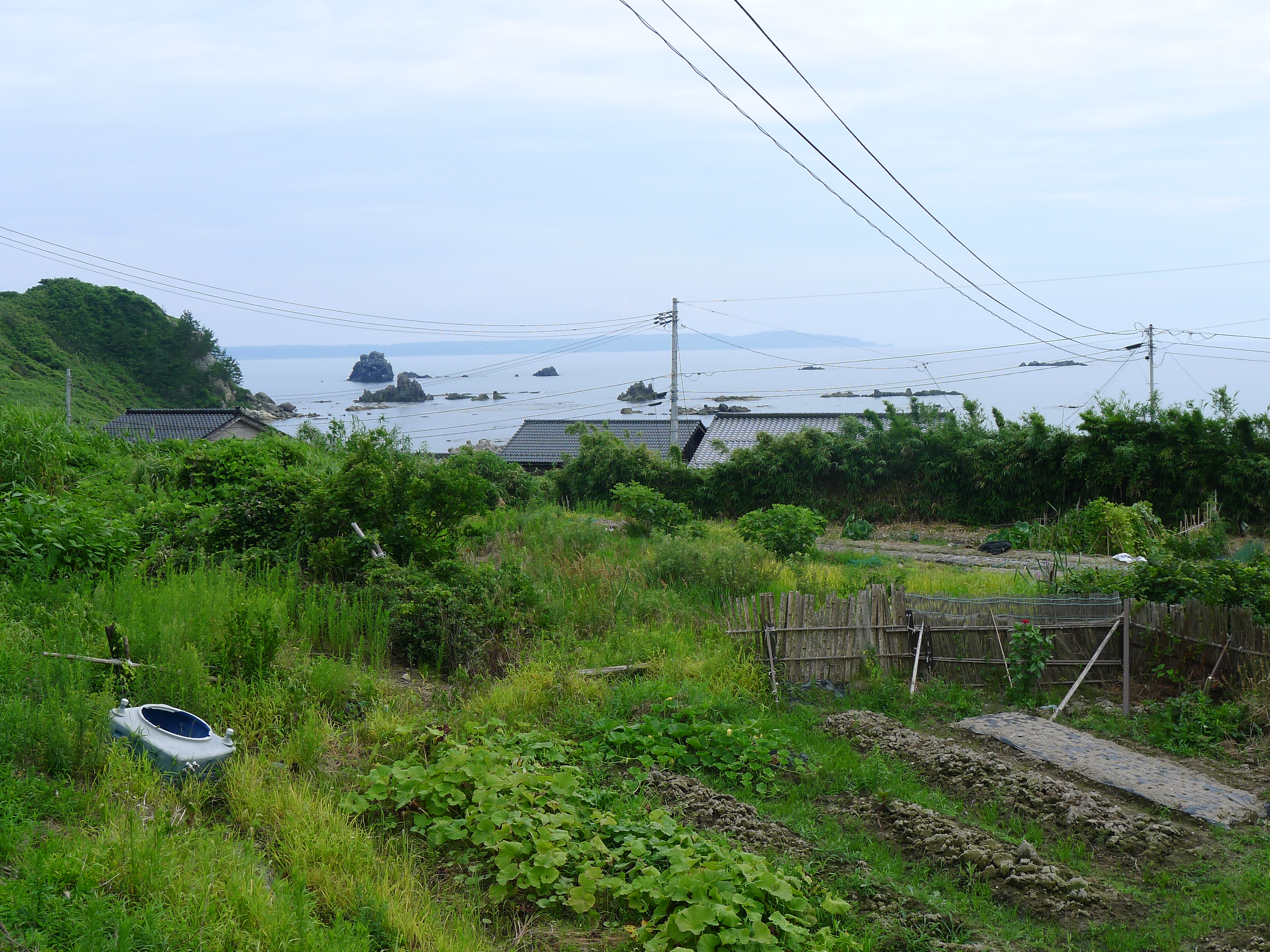
米郷集落
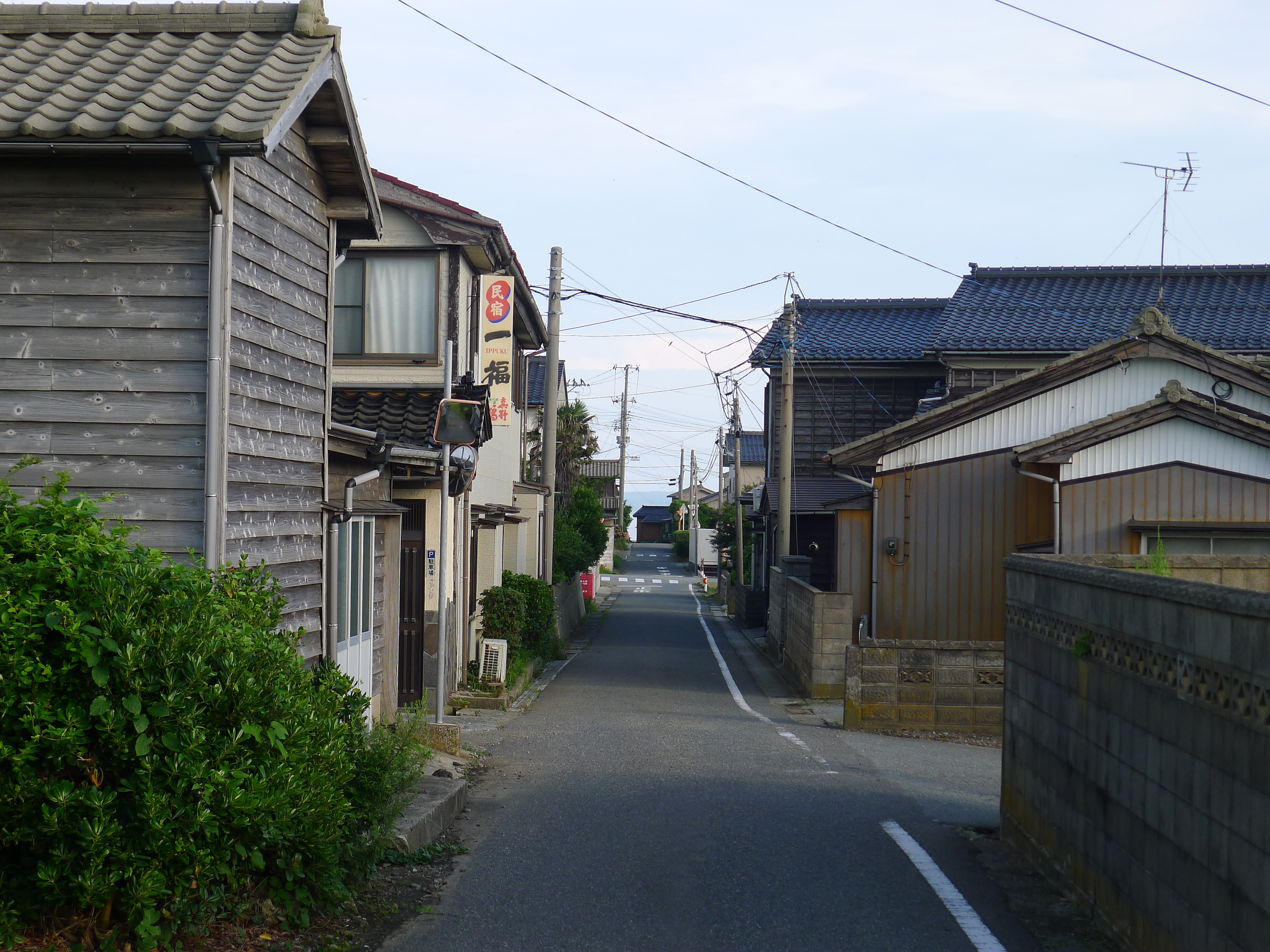
稲鯨集落
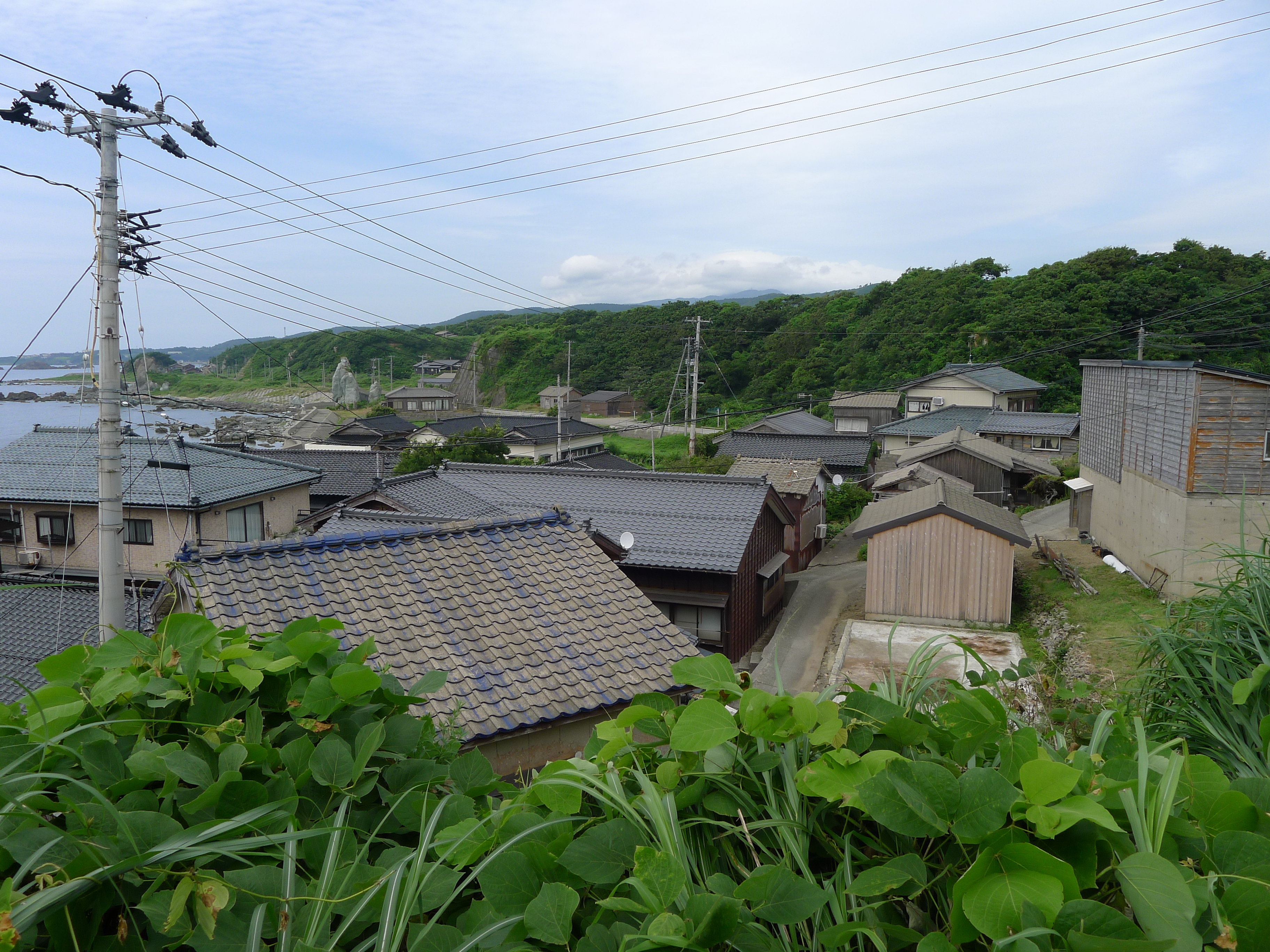
橘集落
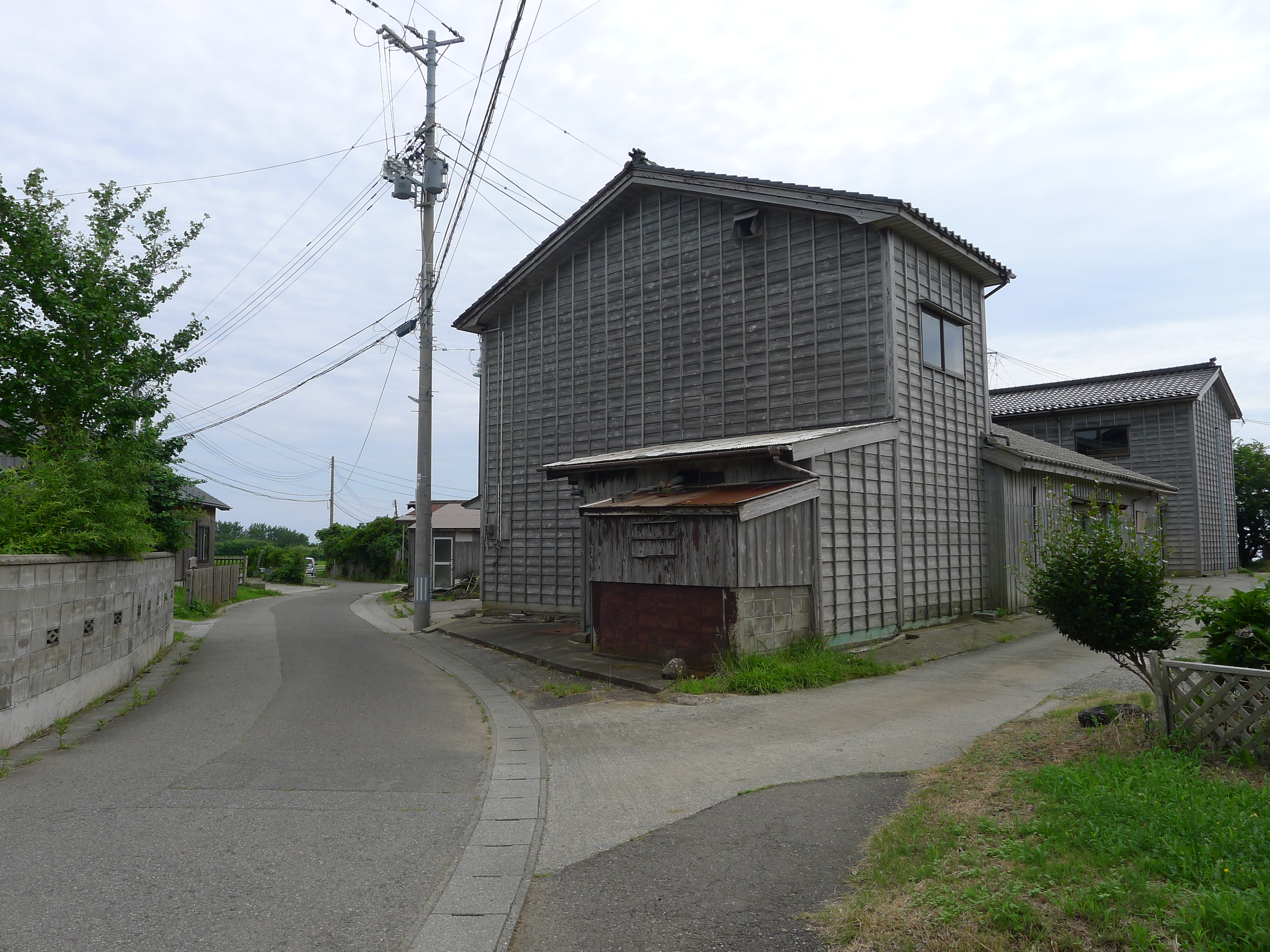
高瀬集落
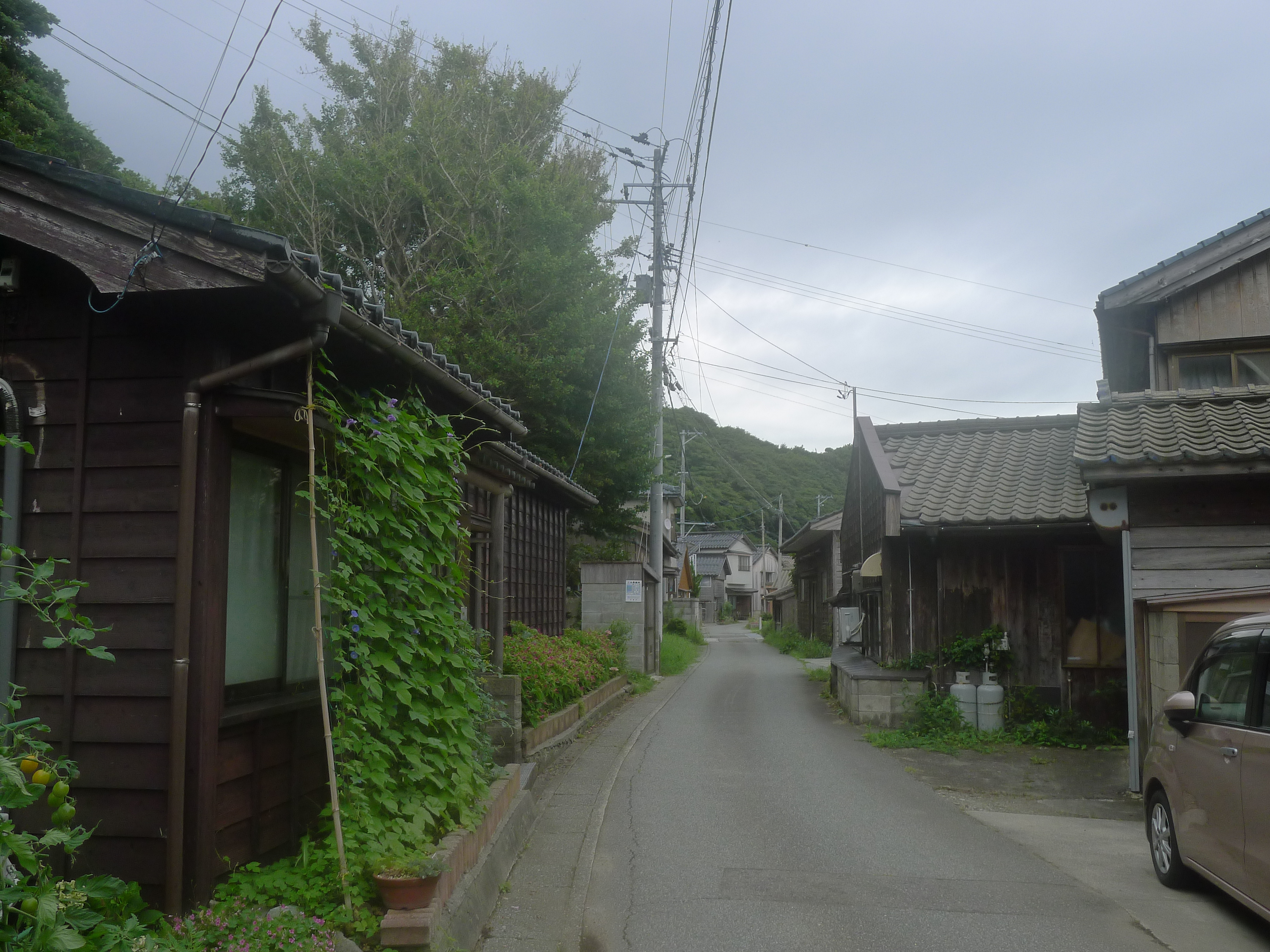
大浦集落
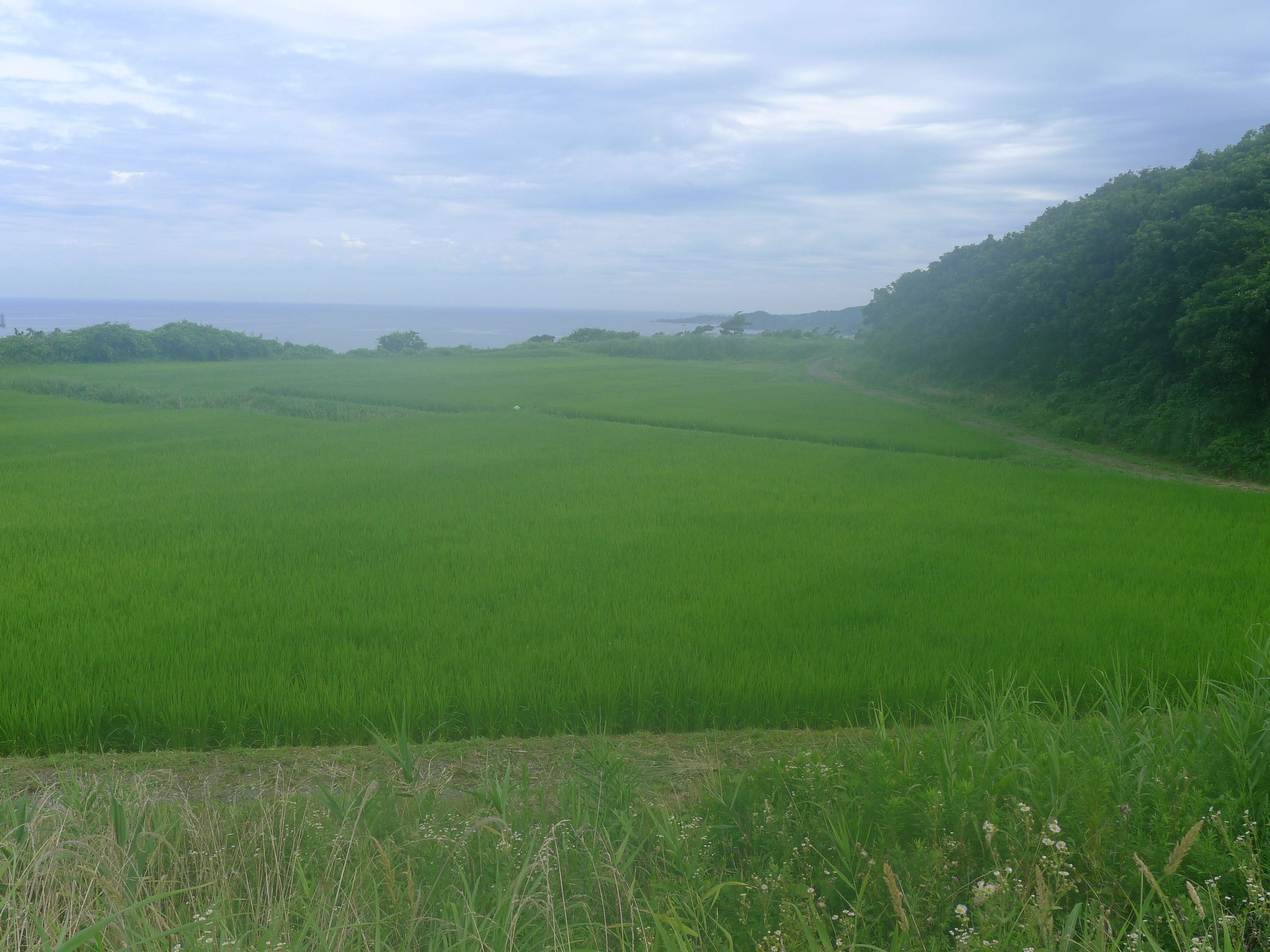
鹿伏の田